# 1917-es februári orosz forradalom

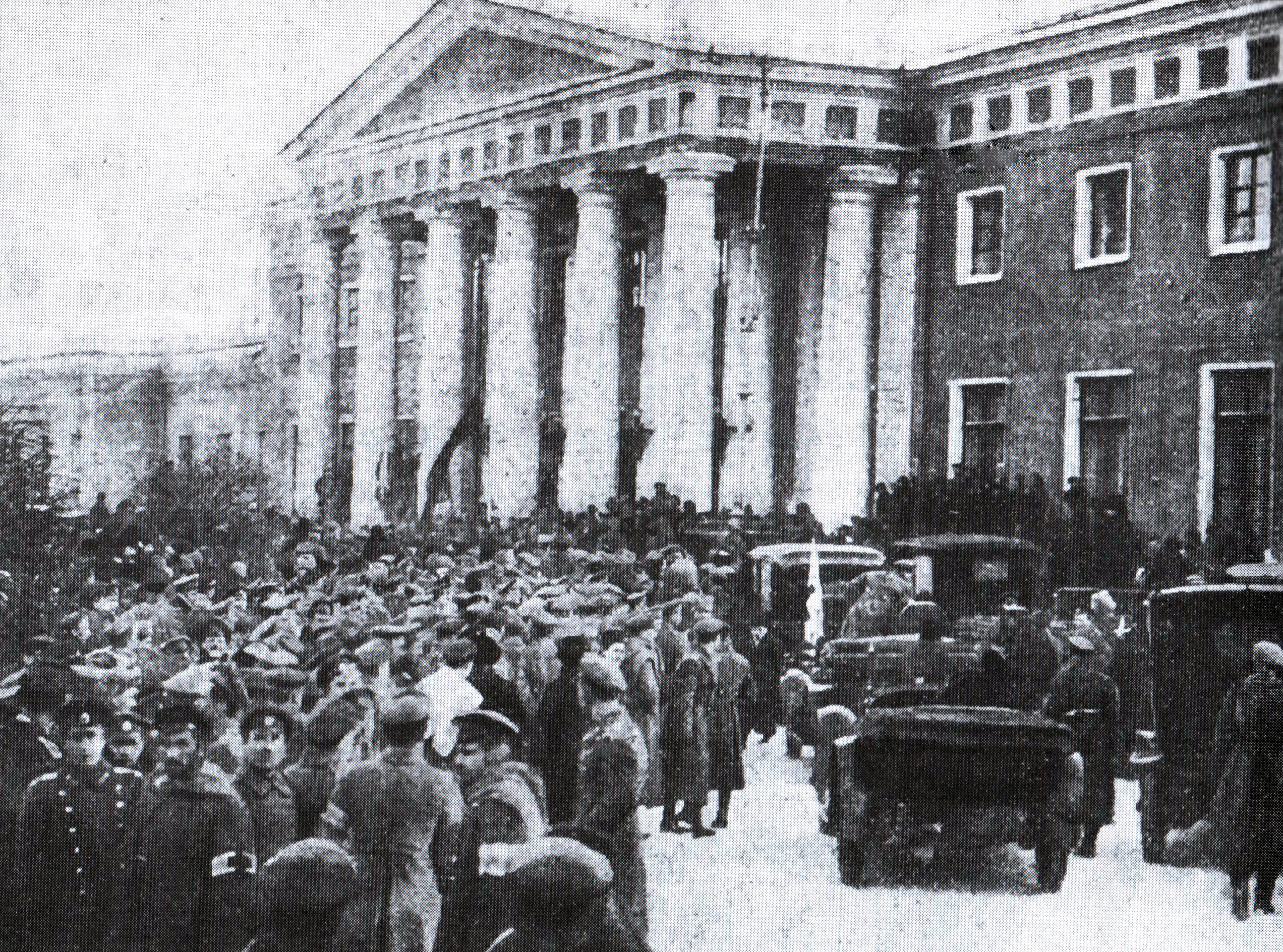
Az Állami Duma képviselői érkeznek a Tauriai-palotába, előtte katonaiskolások tömege

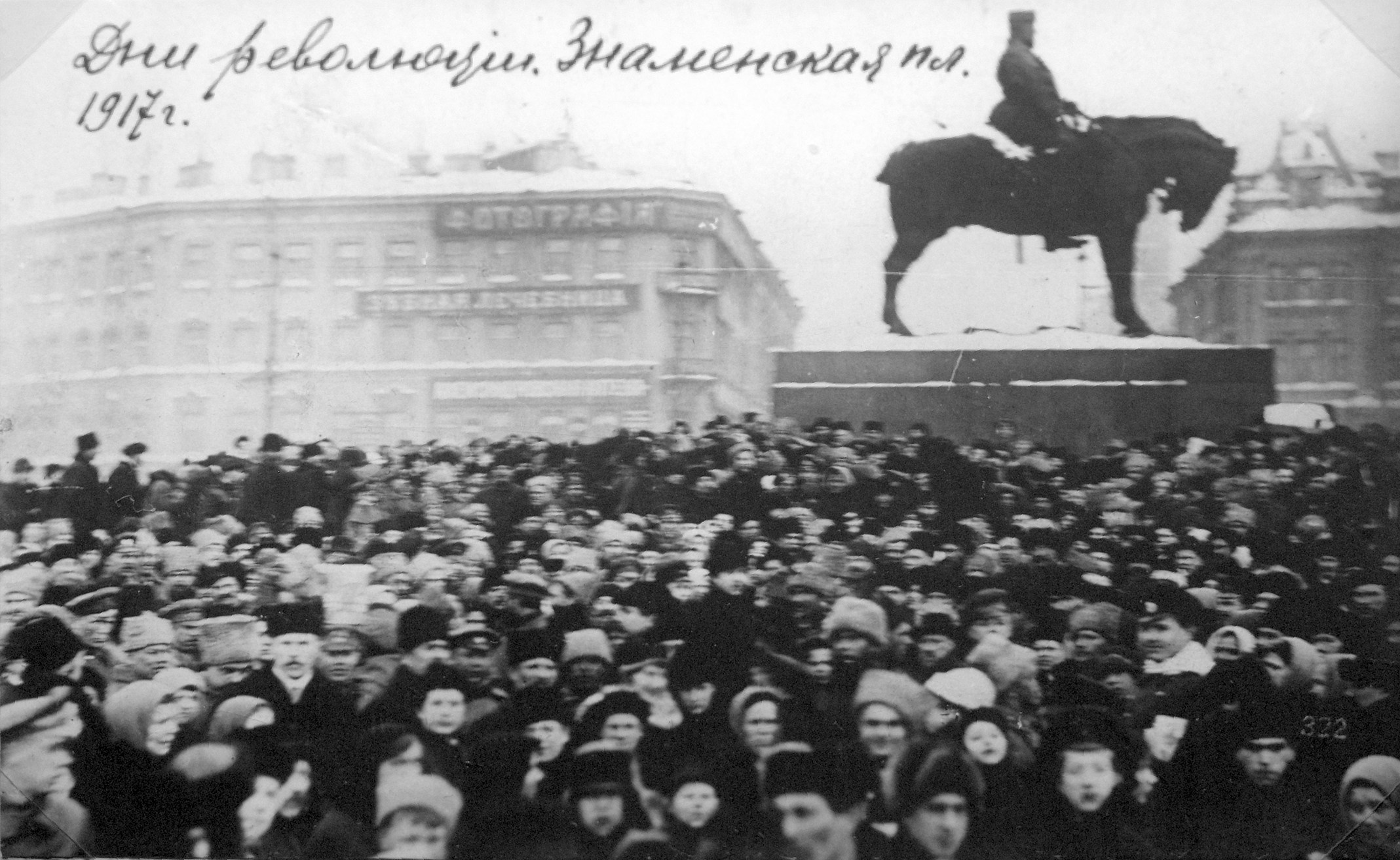
Tüntetők III. Sándor cár szobra előtt

Az 1917-es februári orosz forradalom (oroszul Февральская революция) vetett véget a cári uralomnak Oroszországban. Az elnevezés az Orosz Birodalomban akkoriban érvényben lévő Julián naptáron alapul, mivel aszerint a forradalom február 23-án kezdődött. A Gergely-naptár szerint ez a dátum március 8. Emiatt időnként és helyenként márciusi forradalomnak is nevezték a naptárreform után. A forradalmat a későbbiekben leginkább az 1917-es októberi orosz forradalom (amit szintén neveznek novemberi forradalomnak is) előzményeként tárgyalták a történészek.
A szovjet történetírás és nyomában a szocialista országok történészei a forradalmat februári polgári demokratikus forradalomnak (Февральская буржуазно-демократическая революция) nevezték.
A februári forradalom közvetlen előzménye, kiváltó oka az első világháborúban elszenvedett katonai és gazdasági veszteségek, a lakosság nyomora voltak. Távolabbról nézve nagy szerepet játszott a korhadt cári rendszer elleni elbukott 1905-ös orosz forradalom emléke, ami után a kormányzat lényegében továbbra is elmulasztotta a szükséges polgári reformok bevezetését.
A februári forradalom eredményeképpen a polgári demokratikus erők létrehozták az Ideiglenes Kormányt, de ezzel párhuzamosan az alulról építkező, nagy befolyással rendelkező baloldali munkás- és katonatanácsok (orosz nyelvű kifejezéssel szovjetek) is létrejöttek, így az országban kettős hatalom alakult ki, ami végül az októberi forradalomba torkollott.

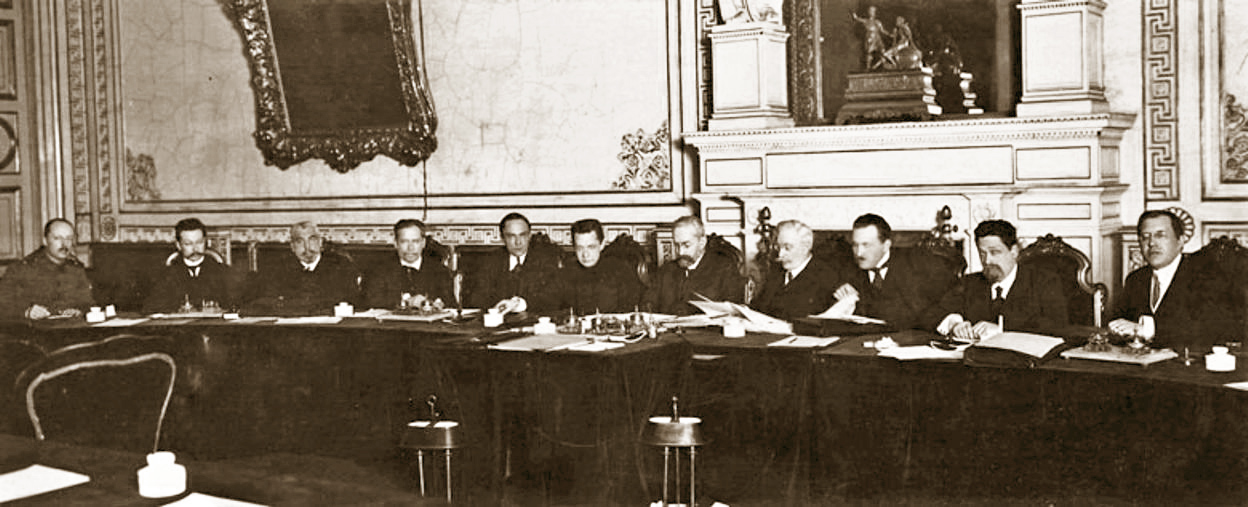
Az Ideiglenes Kormány 1917 márciusában

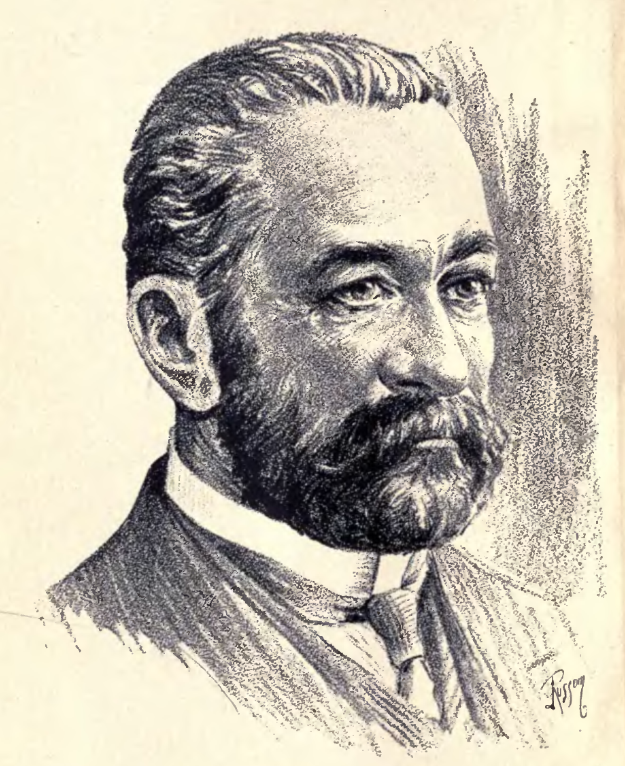
Lvov herceg, az első miniszterelnök

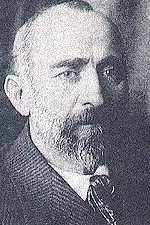
Nikoloz Chkheidze, a petrográdi szovjet első elnöke, grúz mensevik politikus

## Eseménytörténet
1916. december 30-án (december 17.) udvari nemesek meggyilkolták Grigorij Jefimovics Raszputyint, II. Miklós orosz cár kegyencét, a misztikus „csodapapot”, mert hosszú ideje úgy tartották, hogy a befolyása alatt tartja a cárt és ő az egyik fő oka a rossz kormányzásnak. A gyilkosságot nem követte felelősségre vonás, ami csak erősítette a a cár gyengekezűségéről szóló véleményeket. A közvélemény úgy érzékelte, hogy a kormányt a német származású felesége, Hesseni Alekszandra Fjodorovna orosz cárné tartja a kezében, emiatt az egész monarchia rendkívül népszerűtlenné vált.
1916 december 27-én (december 16.) a cár elbocsátotta Alekszandr Fjodorovics Trepov miniszterelnököt, majd január 11-én (december 29.) a húzódozó Nyikolaj Dmitrijevics Golicint nevezte ki a helyére. A hadügyminiszter Dmitrij Szaveljevics Suvajev lett. A kormányzati helycserék semmit nem oldottak meg. Az 1915 szeptemberétől 1917 februárjáig tartó 17 hónapban Oroszországnak négy miniszterelnöke, öt belügyminisztere, három külügyminisztere, három hadügyminisztere és négy mezőgazdasági minisztere volt; a gyakori változások csak fokozták a zűrzavart.
1917. január 22-én (január 9.) Petrográd munkássága általános sztrájkkal emlékezett meg az 1905-ös orosz forradalom évfordulójáról. A sztrájknak a nagyvárosban mintegy 150 ezer résztvevője volt. Az elégedetlenség a hadseregben és a parasztság körében is felszínre tört. Zendülés volt a délnyugati front egyik ezredében, a rendőri jelentések szerint pedig a falvak hangulata az 1905. évire emlékeztetett.
Január 24-én (január 11.) a cár az Állami Duma ülését február 25-re (február 7.) halasztotta.
Március 2-án (február 18.) a petrográdi Putyilov fegyvergyár munkásai sztrájkba léptek, 50%-os fizetésemelést követelve. Válaszul 20 000 munkást kizártak a gyárból. A tiltakozás gyorsan tovaterjedt  városban, hamarosan már 100 000 munkás vett részt a sztrájkban. Március 8-án (február 23.), a nemzetközi nőnap alkalmából a nők is csatlakoztak városszerte a tüntetésekhez. A rendőrség és katonaság tűzparancsot kapott, azonban ők megtagadták ennek végrehajtását. A tüntetések egyre inkább a cári rendszer ellen irányultak.

Március 12-re (február 27.) a 467 ezer fős petrográdi és környékbeli helyőrség nagy része, köztük gárdaezredek is, átálltak a felkelő munkások oldalára, elkergették vagy kivégezték tisztjeiket.
A munkásokból és katonákból álló felkelő csoportok elfoglalták a város stratégiai pontjait, a pályaudvarokat, fegyverraktárakat, kiengedték a politikai foglyokat, letartóztatták a kezükre került cári hivatalnokokat, rendőrségi vezetőket és a Tauriai-palotába, az Állami Duma székhelyére szállították őket, mivel már azt az épületet is birtokba vették a forradalmárok. Másnap reggelre az utolsó cárhű csapatok is elhagyták őrhelyeiket.
Március 12-én (február 27.) írta II. Miklós elhíresült levelét a cárnénak, amelyben azzal nyugtatta őt, hogy „a kövér Rodzjanko (akkor az Állami Duma elnöke) sületlenségeket írt nekem, de válaszra sem fogom méltatni”. A cár csak annyit tett, hogy újabb két hónapra elhalasztotta az Állami Duma ülésezését. Március 12/február 27-én este mintegy 30 ezer katona árasztotta el az Állami Duma épületét és környékét. A képviselők egy csoportja létrehozott egy ideiglenes Duma-bizottságot, amely közleményt adott ki, miszerint „magára vállalja a kormányzás és a közrend helyreállítását”. A kiáltványt március 12/február 28-án ragasztották ki szerte a városban.
Közben már a cári testőrség gárdaezrede is a felkelők oldalára állt. A rendőrséget szétkergették, és 40 000 puskát osztottak szét a Péter-Pál erőd raktáraiból a munkások között.
Március 13-án (február 28.) aztán a cár Mogiljov városából visszaindult Carszkoje Szelóba, de a felkelők által elfoglalt vasútállomások miatt a cári szerelvény csak Pszkovba tudott eljutni 14-én (március 1.). Másnapra környezete meggyőzte a cárt, hogy le kell mondania a trónról, amit meg is tett öccse, Mihail javára. Másnap azonban a nagyherceg is elutasította a cári koronát, belátva a helyzet reménytelenségét. Március 16-án (március 3.) véget ért a  300 éves Romanov-ház története. Március 22-én a cári családot az Ideiglenes Kormány védőőrizet alá helyezte Carszkoje Szelóban.
Március 13-án (március 3.) az Állami Duma képviselőinek egy csoportja megalakította az Ideiglenes Kormányt, amely kiáltványban közölte, hogy átveszik az Orosz Birodalom kormányzását és kilátásba helyezte alkotmányozó nemzetgyűlés összehívását. Párhuzamosan létrejött a petrográdi szovjet, azaz a munkás- és katonaküldöttek tanácsa, amelyben a mensevikek és a baloldali eszerek kerültek többségbe, a bolsevikok kisebbségben voltak. A következő hónapokban az ideiglenes kormány és a petrográdi szovjet osztoztak a hatalmon. Ezt a politikai helyzetet nevezték el később kettős hatalomnak.

## Áldozatok
A tömegmegmozdulásokban részt vevő fegyveresek számához képest nagyon kevés, összesen 169 halott és mintegy 1000 sebesült áldozata volt február hónap folyamán a forradalomnak.